# Westerbeek (schip, 1722)

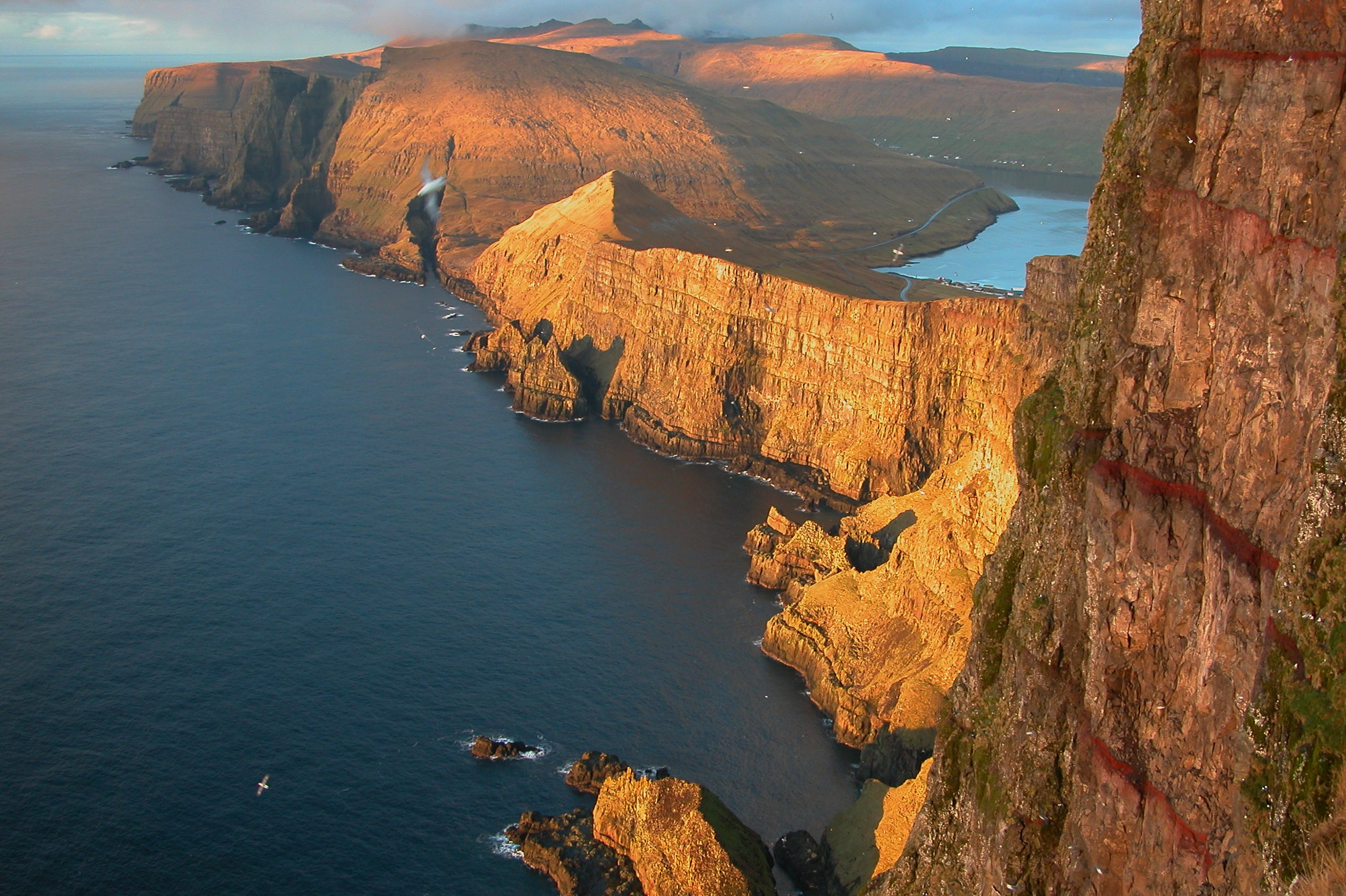
Suðuroy, Het strandde dichtbij onder de piramideberg

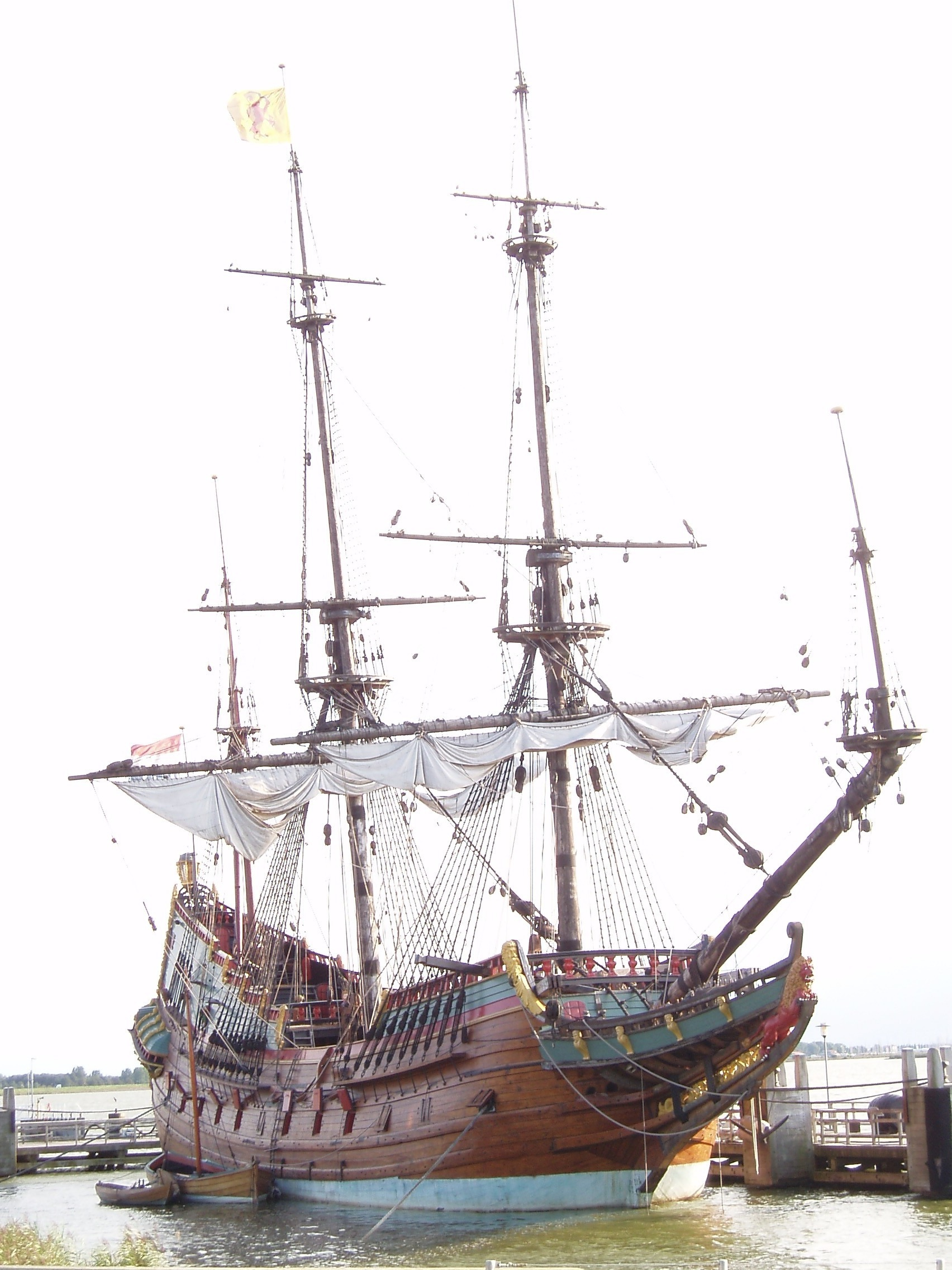
Reconstructie van de Batavia schip

De Westerbeek was een schip in dienst van de Vereenigde Oost-Indische Compagnie (VOC), dat op 2 september 1742 op zijn weg naar Nederland van zijn koers afweek en vervolgens westelijk van Lopra op Suðuroy, Faeröereilanden, zeilde. Het schip kapseisde. De Westerbeek maakte 6 tochten naar Nederlands-Indië.
De 650 ton zware driemaster was in 1722 gebouwd in Amsterdam. Het 145 voet lange schip had twee dekken met beneden de vrachtruimte. De kapitein van het schip was Herman Schutte. Het schip was hoofdzakelijk op weg met thee, koffie en kruiden van Nederlands Ceylon en Nederlands-Indië. De tocht van Nederlands-Indië duurde ruim een half jaar tot een jaar, als proviand waren levende dieren mee aan boord.

## De stranding
Het schip zeilde op 2 september 1742 in nevel westelijk van Suðuroy (Zuideiland) van de Faeröereilanden. Het strandde dicht bij Lopra aan de ruwe westkust van Suðuroy. Tien bemanningsleden kwamen om, terwijl de overige 81 leden konden worden gered. Volgens de verhalen van de Nederlandse matrozen werd de bemanning goed opgenomen op Suðuroy. De reis van de matrozen ging verder richting het noorden, waar de bevolking van Skúvoy de bemanning niet wilde verplegen, kennelijk vanwege de eigen hongersnood.  Ook op Sandoy werd de bemanning goed opgenomen. Zij reisden door richting Kirkjubøur. De bevolking daar wilde dat zij meteen door zouden reizen naar Tórshavn, de hoofdstad van de Faeröereilanden. Van daar kwamen slechts tien mannen met twee schepen weg. De anderen moesten worden ingekwartierd in verschillende dorpjes op de eilanden, tot zij in 1743 ook naar huis konden reizen. Onder de geredden was een militaire arts, Josep Gervording, die op de Faeröereilanden bleef en als arts werkte.
Vab de Westerbeek zelf bleef weinig over. Een bord met het monogram en een doos; beide afgebeeld op de postzegels. Van de kostbare scheepslading is alleen nog een beetje peper over.

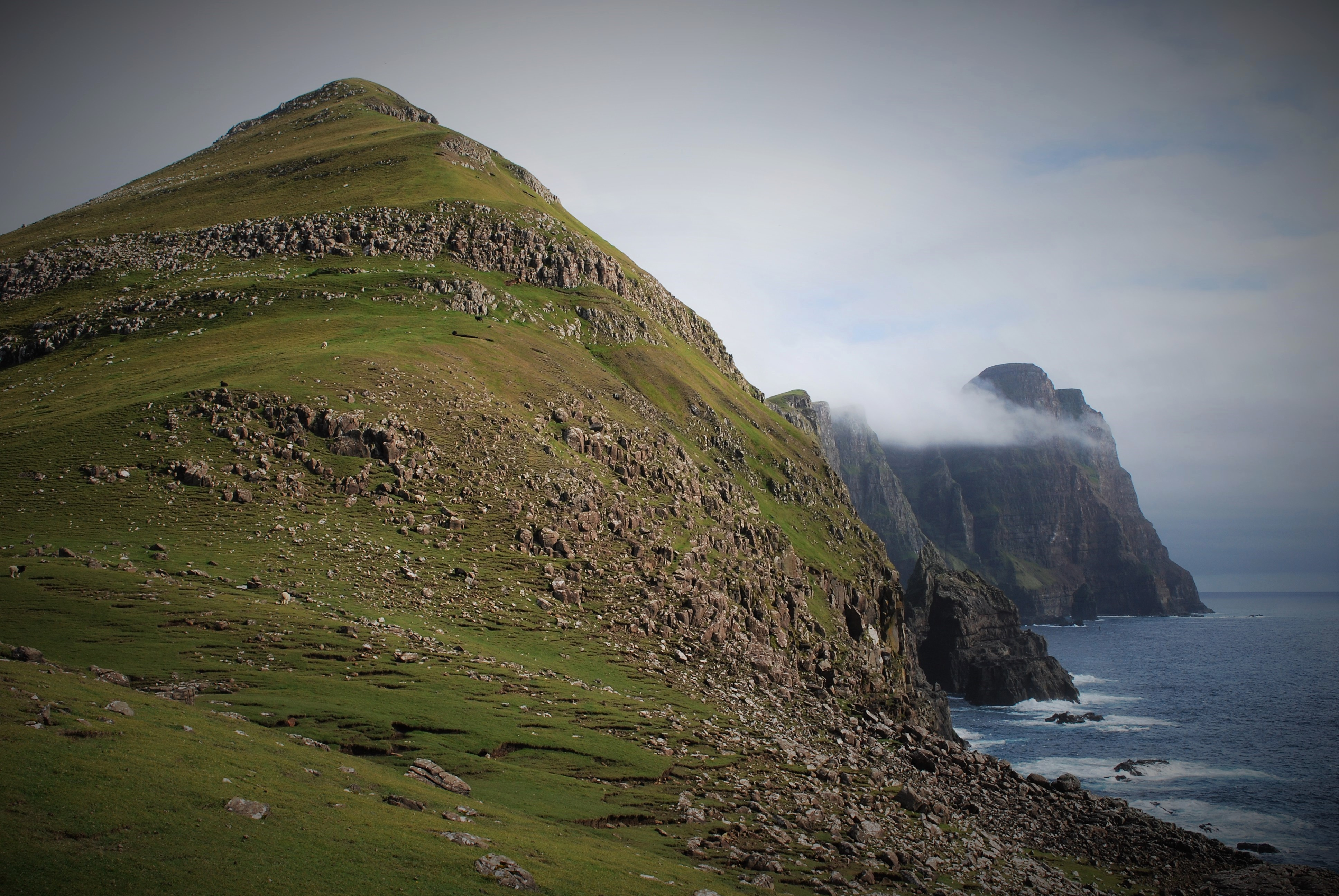
Het strandde dicht bij Lopra aan de ruwe westkust van Suðuroy
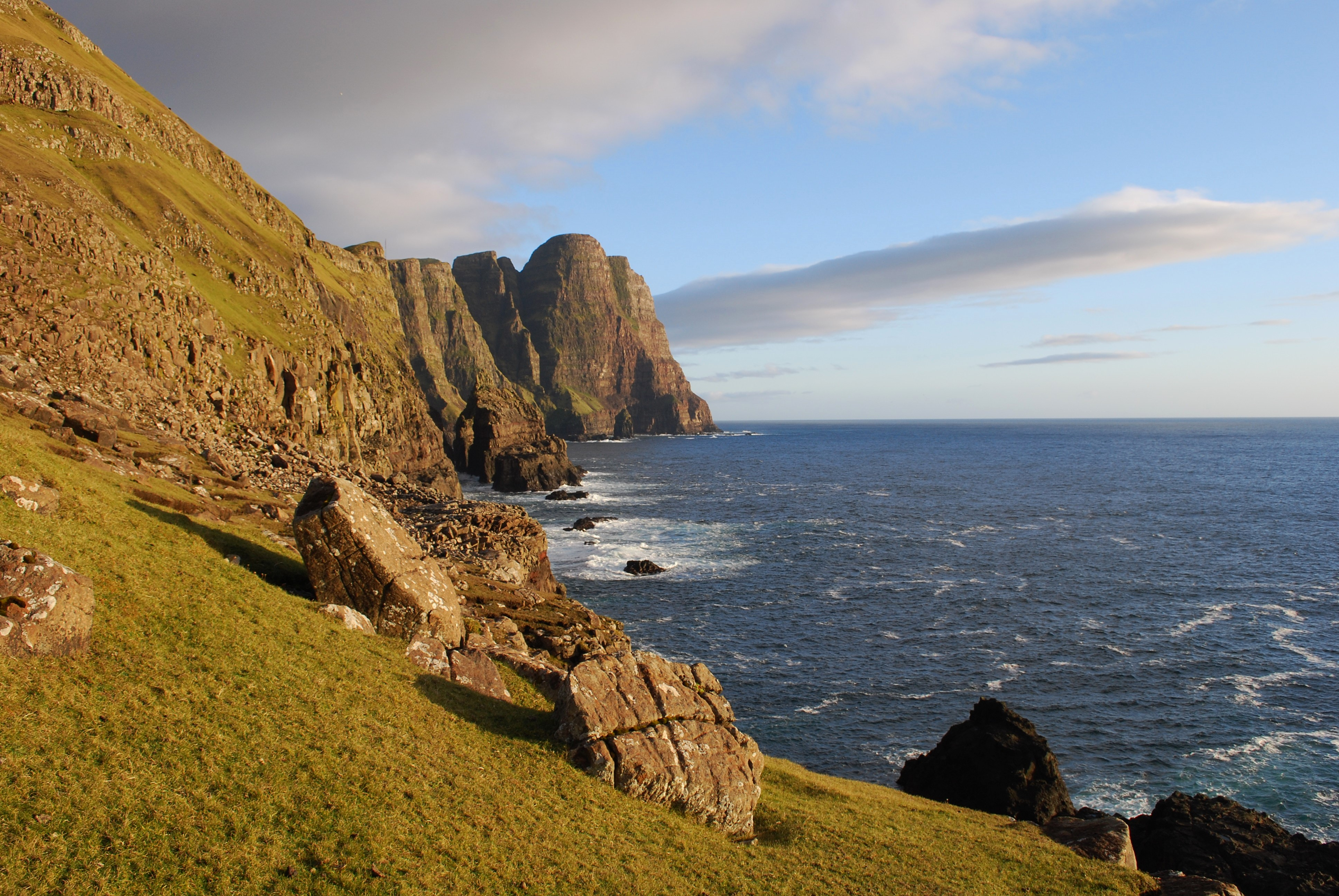
Het strandde dichtbij onder de piramide berg
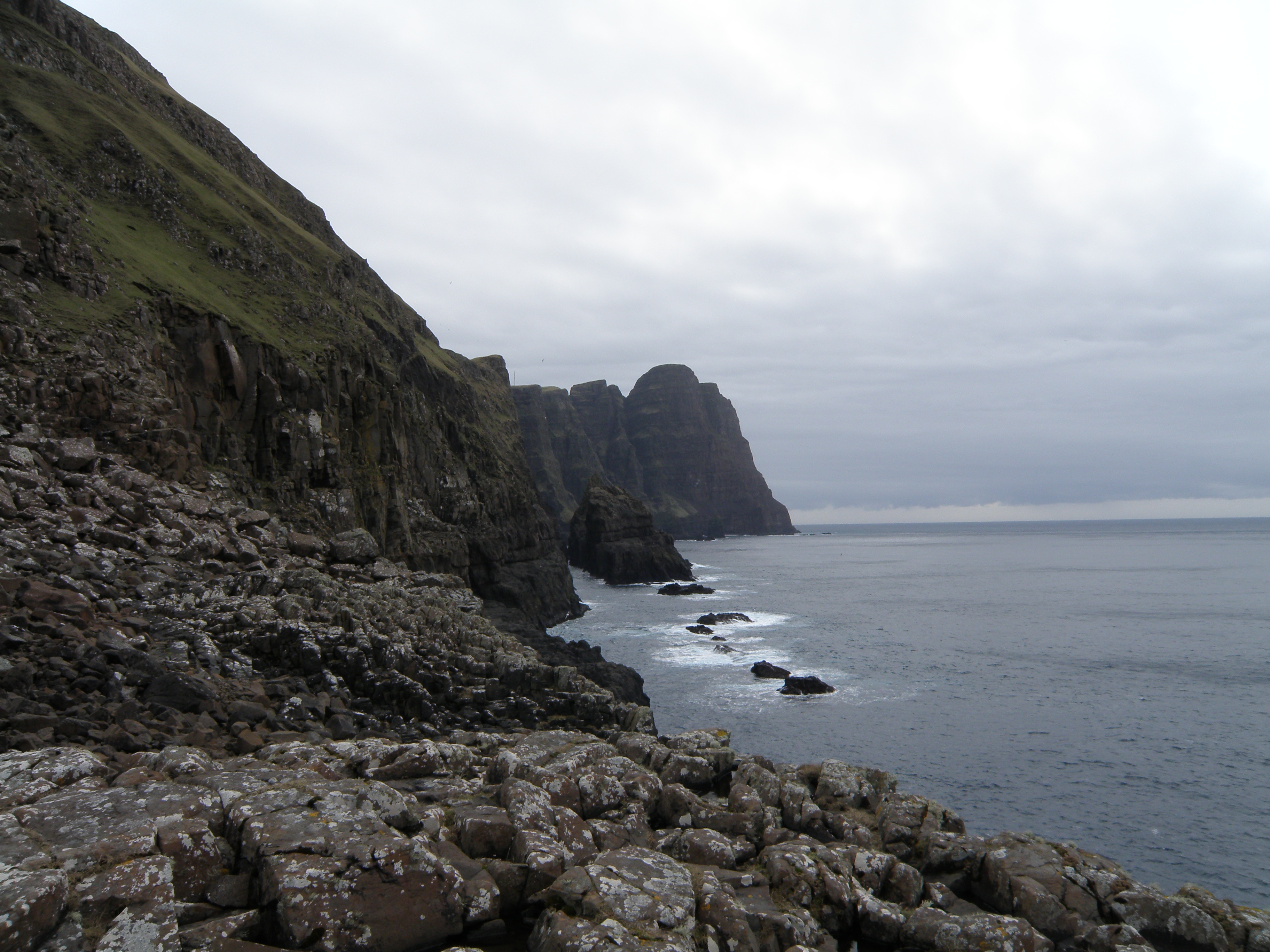
Het strandde dichtbij onder de piramide berg